# الوليد بن رفاعة
الوليد بن رفاعة بن خالد الفهمي (70 هـ/ 689م - 117 هـ/ 735 م): أمير مصر، وكان من الولاة الحكماء العقلاء. كان يلي الشرطة (قوى الأمن) بمصر، ونحي عنها سنة 97 هـ. ثم قلده هشام بن عبد الملك الإمارة على مصر سنة 109 هـ الموافقة 727م،

## نسبه
هو الوليد بن رفاعة بن خالد بن ثابت بن ظاعن بن العجلان بن عبد الله بن كعب بن صبح بن والبة بن نصر بن صعصعة بن ثعلبة بن كنانة بن عمرو بن القين بن فهم بن عمرو بن سعد بن قيس عيلان بن مضر بن نزار بن معد بن عدنان

## إمارته
وفي إمارته أقبلت قبائل قيس عيلان على سكنى مصر.ومن الحوادث في أيامه أنه أذن في ابتناء كنيسة بالحمراء، عرفت بعد ذلك بأبي مينا، فثار وهيب اليحصبي، وقتل، فخرج القراء بالفسطاط غضبا لمقتله، فأصلح ابن رفاعة الامر بالقبض على قتلة وهيب، وسكنت الفتنة. واستمر واليا إلى أن توفي. وحمدت سيرته.

## وفاته
توفي الوليد بن رفاعة يوم الثلاثاء مستهل جمادى الآخرة سنة سبع عشرة ومئة، وهو والٍ على مصر. فاستخلف عليها بعده عبد الرحمن بن خالد بن مسافر. وكانت إمرة الوليد على مصر تسع سنين وخمسة أشهر.